# Rivier University
La Rivier University è un'università privata di indirizzo cattolico con sede a Nashua, nello stato americano del New Hampshire.
Il Rivier College fu aperto nel 1933 ad Hudson dalle Suore della Presentazione di Maria e intitolato alla fondatrice della loro congregazione, Marie Rivier. la sede del campus fu trasferita a Nashua nel 1941. Sorta come istituzione esclusivamente femminile, iniziò ad ammettere alunni di sesso maschile nel 1991 e nel 2012 prese il nome di Rivier University.